# Fêtes de Notre-Dame de Laruns
Les fêtes de Notre-Dame de Laruns (en occitan : Hèstas de Noste Dama de Laruntz) sont les fêtes patronales du 15 août à Laruns, en vallée d’Ossau, dans les Pyrénées-Atlantiques, région Nouvelle-Aquitaine. 
Ce jour-là tout l’éventail des traditions musicales et chorégraphiques traditionnels de la vallée s’exprime.

## Historique
Bien qu’il s’agisse d’une fête très ancienne, elle est mise en avant dans les années 1830 grâce au tourisme thermal très actif dans la vallée. Elle attire de nombreux Béarnais et touristes. La fête patronale de Laruns est particulièrement remarquable dans sa façon de faire vivre, encore de nos jours, son patrimoine et ses traditions : costume traditionnel ossalois, sauts béarnais, branles en couple, chants polyphoniques, passe-rue… Si elle est célébrée le 15 août, elle s’étend généralement du 14 au 16 août.

## Déroulement des fêtes
- Les Aubades : tôt le matin, les rues voient défiler des musiciens vêtus de noir accompagnant des baladins, vêtus de rouge lesquels font une quête en échange d’edelweiss (en occitan immortèlas)
- La messe : les personnes vêtues du costume traditionnel ossalois sont placées dans le chœur de l’église où les cantiques modernes ou traditionnels sont chantés en polyphonie.
- Le bal : à la sortie de la messe, les musiciens se regroupent et jouent, en passe-rue, lundi pour conduire les danseurs au lieu du bal lequel se déroule selon un ordre bien précis, débutant par les sauts dansés par les hommes, suivi du baish, puis des branles dansés en couples mixtes.
- L’apéritif et le repas : la municipalité offre un vin d’honneur sous la halle, ce qui donne l’occasion à la communauté rassemblée de chanter de nombreux chants polyphoniques. On se dirige ensuite parfois vers les cafés puis le repas familial, où le chant est chaque fois très présent.
- Passacarrèra : après le repas, chaque quartier rejoint la place centrale lors d’un passe-rue. Les musiciens jouent une strophe de chant, les chanteurs se regroupent et quand la musique s’arrête, le chant prend le relais le temps d’une strophe également. Cela marque l’identité de chaque quartier et le rassemblement de chacun sur la place centrale réaffirme finalement la communauté.
- Bals : un deuxième bal ponctué de sauts et de branles suit le passe-rue, puis un dernier bal a lieu tard dans la soirée, le chant polyphonique s’exprimant au même moment dans les cafés.